# Alexandre (Sampsigéramides)
Pour les articles homonymes, voir Alexandre.
Alexandre (en grec ancien : Ἀλέξανδρος / Aléxandros) était un membre de la dynastie des Sampsigéramides fondée par Sampsigéram, « phylarque des Éméséniens » que Pompée avait soumis à la République romaine.
Comme l'a expliqué Maurice Sartre, en 31 av. J.-C., « à la veille d'Actium, Antoine avait fait exécuter le prince client du moment, Iamblichos, un fils du Sampsigéramos qui avait trempé dans les ultimes règlements de comptes entre rois séleucides, qu'il soupçonnait de trahison, et l'avait remplacé par son frère Alexandre. Après la victoire d'Octave, celui-ci déposa Alexandre et confisqua la principauté, mais il la rendit finalement en 20 av. J.-C. » à un autre Jamblique, fils du premier.
Dion Cassius évoque dans son Histoire romaine la déposition d'Alexandre (51.2.2), et la restitution de la principauté au Jamblique suivant (54.9.2).